# هری کنت
هری کنت (به انگلیسی: Harry Kent) (۲۲ اکتبر ۱۸۷۹ – ۲۲ دسامبر ۱۹۴۸) بازیکن و مربی فوتبال بود. او در پست مدافع میانی برای میدلزبرو در لیگ فوتبال و برای تیم‌های آلبیون و واتفورد در لیگ جنوبی بازی کرد. کنت برای ۱۶ سال هدایت واتفورد را بر عهده داشت و آنها را به قهرمانی لیگ جنوبی در فصل ۱۵–۱۹۱۴ و قهرمانی لیگ فوتبال در سال ۱۹۲۰ رساند.
کنت از سوی واتفورد ابزرور، مردی کم‌حرف توصیف شد، او هرگز سیگار نکشید، مشروب ننوشید یا بددهانی نکرد. او «الگویی حرفه‌ای» از یک بازیکن بود و به عنوان یک مربی، مورد احترام بازیکنانش. در عرصه مربیگری، کنت به آمادگی بالای جسمانی اصرار داشت.

## دوران بازی
کنت در بدورث، واریک‌شیر به دنیا آمد. او به عنوان مدافع میانی، دوران بازی خود را در نوتس کَونتی آغاز کرد اما هرگز به ترکیب اصلی نرسید. بازی برای هینر در سال ۱۹۰۰، شروع عملکرد حرفه‌ای او شد و سپس در سال ۱۹۰۱ به ایلکستون و پس از آن در سال ۱۹۰۲ به نیوارک منتقل شد.
در مه ۱۹۰۵ با برایتون قرارداد امضا کرد و به مدت سه سال، بازیکن آنها بود. سپس در آوریل ۱۹۰۸ به میدلزبورو رفت که در آن مقطع در برترین سطح از فوتبال انگلیس، دسته اول رقابت می‌کرد. کمی بیش از یک سال در شمال شرقی ماندگار شد، تا آنکه در اوت ۱۹۰۹ به واتفورد در لیگ جنوبی پیوست و ۷۲ بازی برای این باشگاه انجام داد.

## مربیگری
واتفورد، پس از عملکرد ناموفق در فصل ۱۰–۱۹۰۹، جان گودال، سرمربی خود را برکنار کرد. کنت، کاپیتان وقت باشگاه، به عنوان مربی-بازیکن، جای او قرار گرفت. در اوایل دوران مربیگری‌اش، جمعه‌های قبل از هر بازی، کنت ترکیب تیمش را در اختیار هیئت مدیره باشگاه می‌گذاشت، اگرچه در فصل‌های بعد، او بود که تصمیم نهایی را می‌گرفت. در اولین فصل، کنت باشگاه را از سقوط بازداشت و تیم را در جایگاه چهاردهم جدول نشاند و خسارات مالی فصل قبل را به نصف کاهش داد و به ۴۷۵ پوند رساند. با این حال، در پایان لیگ، به دلیل بودجه محدود، مجبور شد چند بازیکن را به اصرار هیئت‌مدیره بفروشد یا آزاد کند. اگرچه، این وضعیت منجر شد به مهم‌ترین کار او در دوران مربیگری‌اش؛ او در هر فصل استعدادهای جدیدی را در خارج از لیگ‌ها برای جایگزینی بازیکنان از دست رفته جستجو می‌کرد و تیم‌های کنت، اغلب ترکیبی از بازیکنان محلی بود.
در طول فصل ۱۲–۱۹۱۱، کنت به دلیل مصدومیت مداوم زانو، اجباراً بازنشستگی‌اش را اعلام کرد. در آن فصل، ۶ بازی طول کشید تا باشگاه اولین پیروزی را ثبت کند. فرم خوب تیم در هفته‌های بعد، امیدی برای قهرمانی شد، اما عملکرد ضعیف در بهار، نهایتاً رده نهم را نصیبشان کرد. در فصل ۱۳–۱۹۱۲ به مقام چهاردهم رسیدند و در ۷ بازی خانگی آخر، نتوانستند حتی یک پیروزی ثبت کنند. عملکرد دفاعی ضعیف در فصل ۱۴–۱۹۱۳، واتفورد را به انتهای جدول فرستاد و برای جلوگیری از سقوط به سه امتیاز بازی آخر مقابل کویینز پارک رنجرز نیاز داشتند. سه امتیاز حاصل شد و با یک پیروزی ۲–۰ در لیگ باقی ماندند. بهتر از همه، باشگاه دومین فصل را با سوددهی به پایان رساند.
کنت در تابستان مجبور شد تعدادی از بازیکنانش را بفروشد، اما با یک تیم جانبی که از بازیکنان محلی (از جمله اسکیلی ویلیامز، چارلی وایت و برادران فرد و ول گرگوری) شکل داده بود، باشگاه را به قهرمانی لیگ جنوبی در سال ۱۵–۱۹۱۴ رساند.
در پایان فصل، برنامه‌ریزی عادی لیگ به دلیل شروع جنگ جهانی اول در سال ۱۹۱۴ به حال تعلیق درآمد. در آن سال‌ها، کنت تیمی را که عمدتاً از بازیکنان محلی تشکیل شده بود، در مسابقات دوستانه مختلف هدایت کرد و در همان حال در یک کارخانه مهمات در اسکس مشغول به کار بود.

## پسا-جنگ
واتفورد در طول جنگ گرفتار بحران مالی شده بود، اما پس از جمع‌آوری کمک‌های مالی، باشگاه توانست با همان تیمی که در فصل ۱۵–۱۹۱۴ قهرمان شده بود، در لیگ جنوبی فصل ۲۰–۱۹۱۹ کارش را ادامه دهد. پس از کسب ۲۵ امتیاز از ۲۸ امتیاز ممکن در آخرین بازی‌های‌شان در آن فصل، نایب قهرمان شدند.
کنت، واتفورد را در دوران تغییر هدایت کرد. باشگاه در سال ۱۹۲۰ به لیگ تازه‌تاسیس دسته سه لیگ فوتبال پیوست و در اولین فصل، ششم شد. نتایج ضعیف در فصل ۲۱–۱۹۲۰، کنت را واداشت تا مبلغ حاصل از فروش فرانک هودینوت را برای جذب بازیکنی اختصاص دهد که بتواند واتفورد را به رده‌های بالای لیگ برساند. فرد پگنام همان بازیکنی بود که با رقم قرارداد ۱۰۰۰ پوند به نجات تیم آمد که این مبلغ، رکورد خرید بازیکن برای باشگاه شد. در سال ۱۹۲۲، واتفورد به ورزشگاه جدیدش، ویکاریج رود نقل مکان کرد.
در فصول بعدی، واتفورد با مشکل مالی مواجه شد و چندین فصل را در قعر جدول پایان داد، از جمله رتبه بیستم در ۲۴–۱۹۲۳. در طول فصل ۲۵–۱۹۲۴، کنت نقش دفتردار-مربی را بر عهده گرفت، بدون اینکه به دستمزدش اضافه شود (۳۱۲ پوند در سال). در پایان فصل ۲۶–۱۹۲۵، زمانی که باشگاه در رده پانزدهم قرار گرفت، واتفورد بیانیه کوتاهی منتشر و اعلام کرد: کنت استعفا داده‌است. فرد پگنام با رقمی معادل با قرارداد رکوردشکن کنت در سال ۱۹۲۱، جایگزین او شد.

## مالک میخانه
از سال ۱۹۲۲، کنت صاحب میخانه ولینگتون آرمز در وودفورد رود واتفورد بود. پس از جدایی او از باشگاه، این شغل تا زمان مرگش در واتفورد در سال ۱۹۴۸، حرفه تمام وقت او شد. کنت مالکی خوش‌لباس و محترم با کسب‌وکاری شلوغ بود؛ نمونه‌ای از یک مرد شریف دوران ویکتوریا. در طول جنگ جهانی دوم، کنت درخواست سربازان آمریکایی برای تفکیک نژادی در میخانه‌اش را رد کرد.
کنت در قبرستانی در ویکاریج رود، نزدیک به ورزشگاه واتفورد دفن شده‌است.

## واژه‌نامه
1. ↑  Wellington Arms
2. ↑  Woodford Road

### کتب مرتبط
- Jones, Trefor (1996). The Watford Football Club Illustrated Who's Who. Surrey: T.G Jones. ISBN 0-9527458-0-1.
- Phillips, Oliver (1992). History of Watford FC 1881-1991. Great Britain: Watford Football Club. ISBN 0-9509601-6-0.